# 부산수영중학교
부산수영중학교(釜山水營中學校)는 대한민국 부산광역시 수영구 광안동에 있는 공립 중학교이다.

## 학교 연혁
- 1954년 11월 15일 : 설립 기성회 발족
- 1955년 6월 20일 : 개교, 수영중학교(현 한서병원 위치)
- 1956년 3월 27일 : 초대 정경호 교장 취임
- 1958년 3월 6일 : 제1회 졸업식(졸업생 남 25명, 여 7명 계 32명)
- 1965년 8월 31일 : 신축교사 현 위치로 이전
- 1965년 9월 1일 : 교가 제정 (작사 유치환, 작곡 이상근)
- 1965년 12월 24일 : 부산수영중학교로 교명 변경
- 1994년 9월 29일 : 강당 겸 체육관(수영관) 개관
- 2002년 12월 7일 : 급식소 신축공사 준공
- 2006년 7월 4일 : 수영책나루 도서실 개관
- 2016년 12월 10일 : 교사 개축공사 준공
- 2025년 2월 6일 : 제68회 졸업식(졸업생 7학급 202명, 졸업생 누계 28,609명)
- 2025년 3월 1일 : 제28대 박상호 교장 취임
- 2025년 3월 4일 : 2025학년도 제71회 입학식(입학생 7학급 196명)

## 참고 자료
- 부산수영중학교 - 한국교육학술정보원 학교알리미